# Haro (tijdschrift)
Haro was een Vlaams rechts en nationalistisch maandblad dat van 1977 tot 1981 werd uitgegeven. Het werd opgericht door Xavier Buisseret na een conflict in de Vlaamse Militanten Orde, waarbij toenmalig VMO-leider Buisseret de redactie van het VMO-blad Alarm verliet. Hoofdredacteur van Haro was Siegfried Verbeke.
Het tijdschrift droeg als ondertitel 'maandblad voor de conservatieve revolutie'. Hoewel het voortkwam uit de Vlaamse Beweging, zette het inhoudelijk meer in op andere thema's. De lijn van Haro kan gekenmerkt worden als (nieuw-)rechts, ethisch conservatief, vrijzinnig, nationalistisch, antichristelijk, anti-egalitair, antisyndicaal, antimarxistisch en antikapitalistisch. De redactie waarschuwde voor "genetische verarming", bepleitte het idee van rassenzuiverheid en was antisemitisch.
In 1978 bracht Haro een stripalbum uit met politieke prenten. Eind 1979 verscheen het laatste volwaardige nummer van Haro. Het werd tot 1981 verdergezet als een 'contactblad' dat vooral promotie maakte voor propagandamateriaal en boeken over fascisme, negationisme, nazisme, het Derde Rijk, Adolf Hitler en Germaanse mythologie.
In dezelfde periode waren de betrokkenen – Buisseret, Verbeke en Roeland Raes – actief in de oprichting van het Vlaams Blok.

## Bron
- Jan Creve, "Haro bulletijn", Encyclopedie van de Vlaamse beweging, 2023.